# Thereva varians
Thereva varians är en tvåvingeart som först beskrevs av Walker 1852.  Thereva varians ingår i släktet Thereva och familjen stilettflugor. Inga underarter finns listade i Catalogue of Life.